# Hans Wilhelm von Unruhe-Bomst

Hans Wilhelm von Unruhe-Bomst

Hans Wilhelm Stanislaus Freiherr von Unruhe-Bomst (* 26. August 1825 in Berlin; † 22. April 1894 in Langheinersdorf, Kreis Züllichau-Schwiebus) war ein preußischer Gutsherr und deutscher Politiker.

## Leben

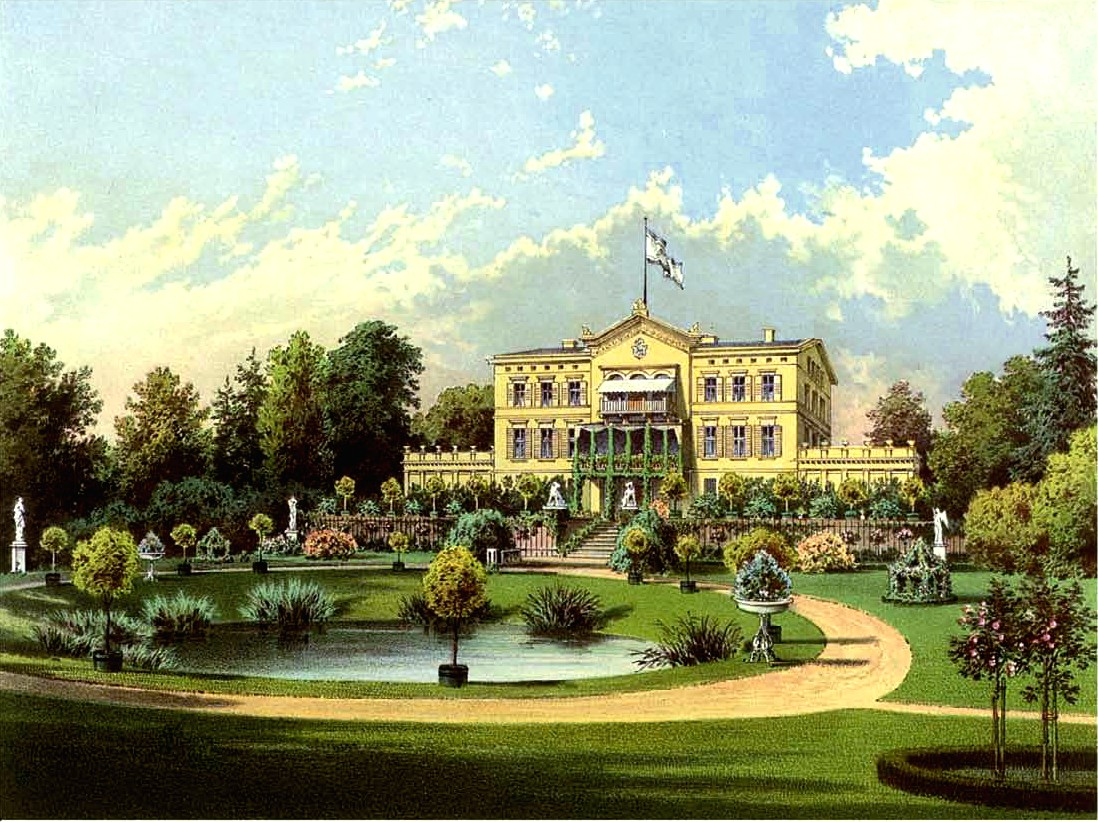
Gut Langheinersdorf um 1860, Sammlung Alexander Duncker

Er besuchte das Friedrich-Wilhelms Gymnasium in Berlin. Anschließend studierte er Rechtswissenschaften in Berlin, Heidelberg und Halle. Unruhe-Bomst trat 1847 als Auskulator in den preußischen Staatsdienst ein. Seit 1850 amtierte er zunächst vertretungsweise und ab 1853 regulär als Landrat im Kreis Bomst in Wollstein. Nach dem Tod des Vaters erbte er 1863 das Rittergut Bomst, nach dem Tod der Mutter 1870 auch das Gut Langheinersdorf. Im Jahr 1893 trat er aus dem Staatsdienst aus. Dabei wurde ihm der Ehrentitel eines wirklichen Geheimen Rates mit dem Prädikat Excellenz verliehen.
Zwischen 1855 und 1858 sowie von 1866 bis 1867 gehörte er dem Preußischen Abgeordnetenhaus an. Im Jahr 1867 wurde er Mitglied im konstituierenden Reichstag des Norddeutschen Bundes. Er gehörte seither stets dem Reichstag an. Zeitweilig amtierte er als Schriftführer, des Weiteren gehörte er somit dem Zollparlament an, wo er ebenfalls als einer der Schriftführer fungierte. Von 1887 bis 1890 war er zweiter Vizepräsident des Hauses. Unruhe-Bomst vertrat dabei den Wahlkreis Regierungsbezirk Posen 3 (Meseritz-Bomst). Er gehörte der Freikonservativen Partei an. Am 2. Februar 1894 legte er sein Mandat aus Gesundheitsgründen nieder.
Seit 1891 war er außerdem Mitglied im Preußischen Herrenhaus. Er war seit 1867 auch Mitglied des Provinziallandtages für die Provinz Posen. Seit 1874 amtierte er als Landtagsmarschall. Anlässlich der Kaisermanöver von 1881 wurde er zum Schlosshauptmann von Posen ernannt.